# Nikolai Pawlowitsch Kostitschkin
Nikolai Pawlowitsch Kostitschkin (russisch Николай Павлович Костичкин; * 24. März 1989 in Moskau, Russische SFSR) ist ein russischer Eishockeyspieler, der seit Dezember 2011 beim HK Schachzjor Salihorsk in der belarussischen Extraliga unter Vertrag steht.

## Karriere
Nikolai Kostitschkin begann seine Karriere als Eishockeyspieler in seiner Heimatstadt in der Nachwuchsabteilung von Krylja Sowetow Moskau, in der er bis 2005 aktiv war. Anschließend spielte er zwei Jahre lang für die zweite Mannschaft von Sewerstal Tscherepowez in der drittklassigen Perwaja Liga. In der Saison 2007/08 lief der Angreifer für die Profimannschaft des HK Rjasan in der Wysschaja Liga, der zweiten russischen Spielklasse, sowie die zweite Mannschaft von Metallurg Nowokusnezk in der Perwaja Liga auf. Nachdem er in der Saison 2008/09 für die Profimannschaft seines Ex-Klubs PHK Krylja Sowetow Moskau in der Wysschaja Liga gespielt hatte, spielte er eineinhalb Jahre lang für die Juniorenmannschaft Tolpar Ufa in der multinationalen Nachwuchsliga Molodjoschnaja Chokkeinaja Liga.
Anfang 2011 wurde Kostitschkin von Witjas Tschechow aus der Kontinentalen Hockey-Liga verpflichtet. Bis zum Ende der Saison 2010/11 erzielte er in 16 Spielen ein Tor und fünf Vorlagen für das KHL-Team von Witjas Tschechow.  Zudem erzielte er je zwei Tore und zwei Vorlagen in vier Spielen für das MHL-Team des Vereins. Auch die Saison 2011/12 begann der Russe bei Witjas in der KHL, für den er jedoch nur zwei Mal zum Einsatz kam, ehe er im weiteren Saisonverlauf zunächst ebenfalls zwei Spiele für den ukrainischen Verein HK Donbass Donezk aus der Wysschaja Hockey-Liga bestritt. Im Dezember 2011 wechselte er zum HK Schachzjor Salihorsk aus der belarussischen Extraliga.

## KHL-Statistik
(Stand: Ende der Saison 2010/11)